# Le Truel
Le Truel är en kommun i departementet Aveyron i regionen Occitanien i södra Frankrike. Kommunen ligger  i kantonen Saint-Rome-de-Tarn som ligger i arrondissementet Millau. År 2022 hade Le Truel 349 invånare.

## Befolkningsutveckling
Antalet invånare i kommunen Le Truel
Referens: INSEE